# Dicănești, Bihor
Dicănești este un sat în comuna Drăgești din județul Bihor, Crișana, România.
În vecinătatea satului Dicănești la aproximativ 4 km, pe teritoriul comunei Dragesti, în satul Tasad- exista o rezervatie naturala paleontologica – „Calcarele tortoniene de la Tasad” – cu o suprafata de 0.40 ha.
Acestea sunt depozite fosilifere de varsta Badeniana – miocen mediu, constituind strate concordante de tipul calcarelor de Leitha – spongieri, cordi, enchinide, briozoare, moluste si viermi, resturi de renoceratid, cel mai vechi mamifer de uscat in zona Crisurilor.
Tradiții
În seara ajunului de an nou locuitorii din satul Dicănești obijnuiesc să se spele pe cap cu apa în care  s-a fiert iedera și ghimpe pădureț. Tradiția spune că cei care vor folosi această tradiție vor avea in anul care vine un păr plin de culoare precum ghimpele și sănătos precum  iedera.

O altă tradiție din satul Dicănești constă în faptul că locuitorii încearcă sa prognozeze precipitațiile pentru anul viitor cu ajutorul calendarului de ceapă. Calendarul de ceapă se realizează în această zonă după următorul algoritm: se curăță o ceapă, se aleg 12 foițe și se așează în ordinea lunilor anului din calendar. În cele 12 foițe se pun cantități aproximativ egale de sare. În dimineața anului nou se interpretează rezultatele astfel: foițele în care sarea s-a topit și acum este apă, semnifică faptul că va fi o lună ploioasă, foițele în care sarea este umedă spune că va fi o lună cu precipitații medii, iar foițele în care sarea este uscată semnifică lipsa precipitațiilor fiind o lună secetoasă.